# Dalgeh
Dalgeh (persiska: دلگه) är en ort i Iran.   Den ligger i provinsen Khuzestan, i den västra delen av landet, 700 km söder om huvudstaden Teheran. Dalgeh ligger 3 meter över havet och antalet invånare är 270.
Terrängen runt Dalgeh är mycket platt. Runt Dalgeh är det ganska tätbefolkat, med 139 invånare per kvadratkilometer. Närmaste större samhälle är Abadan, 13,1 km nordväst om Dalgeh. Trakten runt Dalgeh är ofruktbar med lite eller ingen växtlighet.